# Бес (египатска митологија)
Бес је староегипатско божанство, заштитник трудница, породиља, новорођенчади, смеха, песме и игре. Поштован је у свим слојевима друштва.
Недефинисаног је порекла, вероватно потиче из Либије или неке друге афричке земље, али се доводи у везу и са патуљастим божанством — Аком, које потиче са краја Првог међу периода и из Средњег царства.

## Приказ
Бес има полуживотињски изглед. Приказује се са лављом гривом, има осмех на лицу и патуљасте ноге, често се приказује у друштву богиње Таверет.